# قائمة الأطعمة المكسيكية

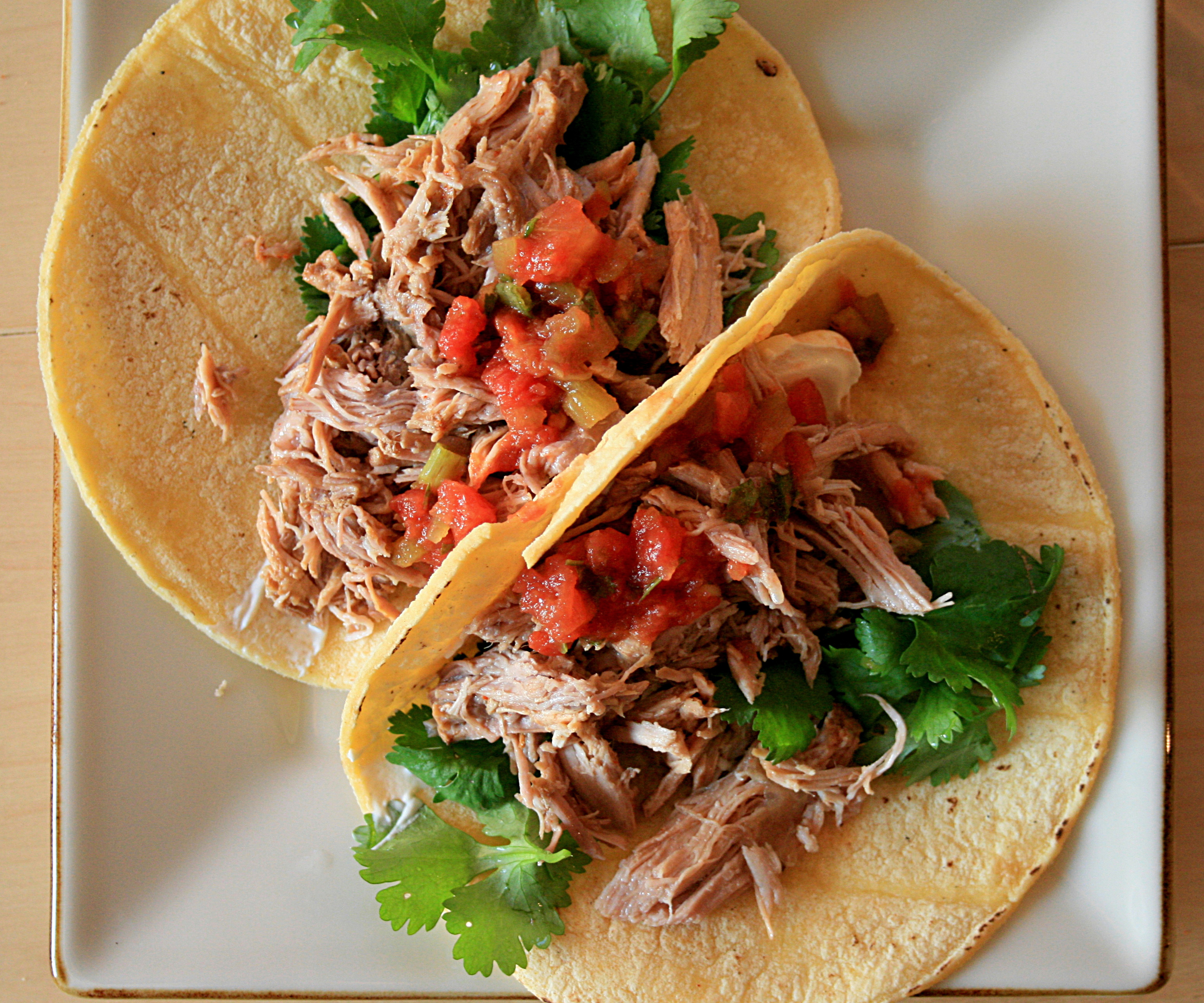
التاكو من أشهر الوجبات المكسيكية

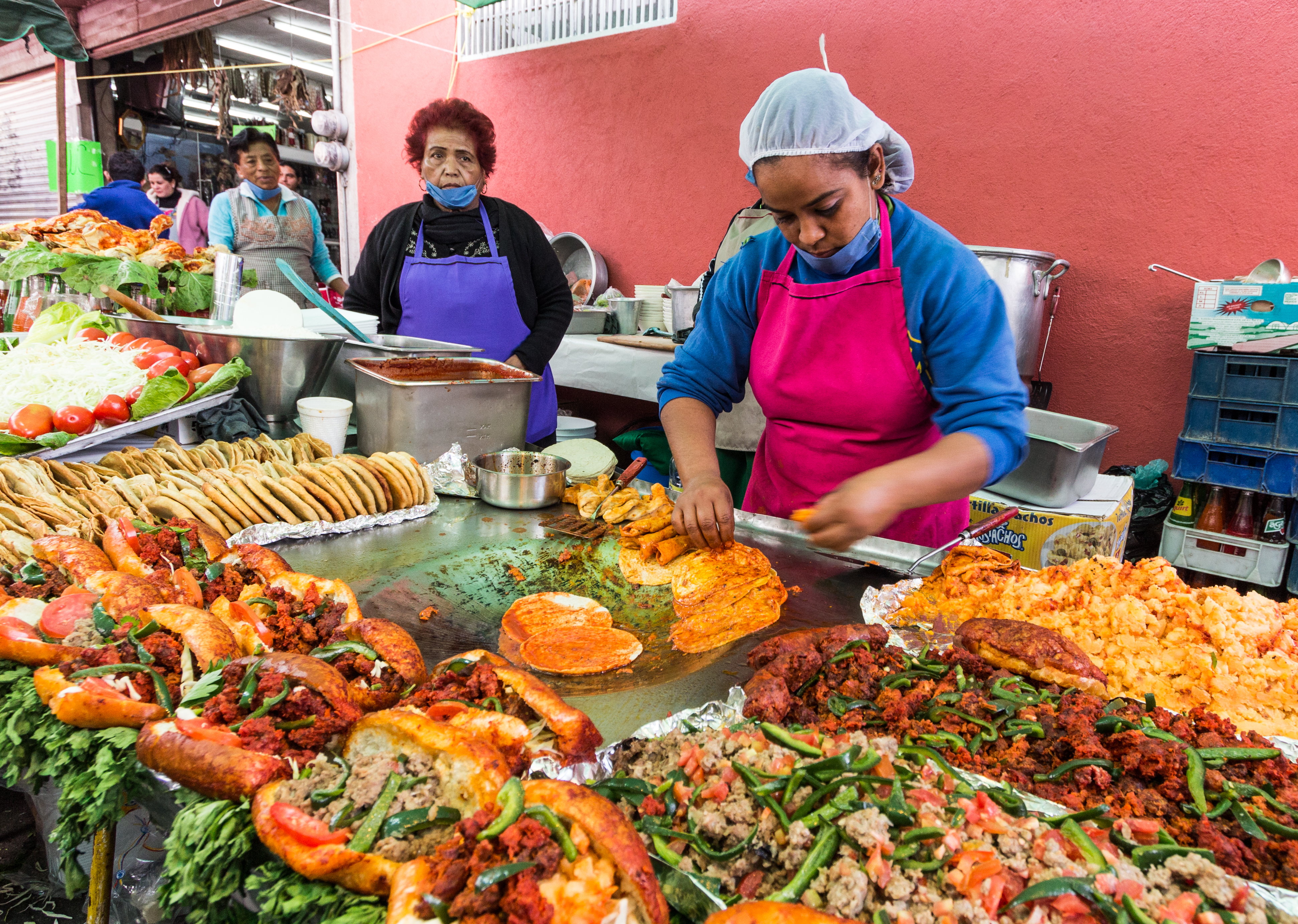
صورة من أحد شوارع المكسيك حيث تباع الأطعمة في الشارع

يقدم المطبخ المكسيكي أشكالاً مختلفة ومتنوعة من الأكلات، والمطبخ المكسيكي مزيج من طبخات السكان الأصليين لأمريكا الوسطى مع الدول الأوروبية وخاصة الإسبانية، وذلك بعد الغزو الإسباني لإمبراطورية الأزتيك في القرن 16 الميلادي. المطبخ المكسيكي قائم على على المواد الغذائية الأساسية مثل الذرة، الفاصوليا والفلفل الحار، ولكن الأوروبيين أدخلوا على الطبخ المكسيكي اللحوم من الحيوانات المستأنسة (لحوم البقر، لحم الخنزير، الدجاج، الماعز، الأغنام) ومنتجات الألبان (وخاصة الجبن) ومختلف الأعشاب وكذلك التوابل.

## الوجبات المكسيكية الخفيفة
- الخبز المالح
- بوريتو.
- الاسكواش.
- البطاطا الحلوة.

- سلطة فواكه.

- شطيرة لحم
- هيكاما
- شوربة العدس (العدس والفاصوليا)
- ماتشاكا

- الناتشوز
- الباستيل ازتيكا
- كويساديلاس
- التاكو
- توراتيلا

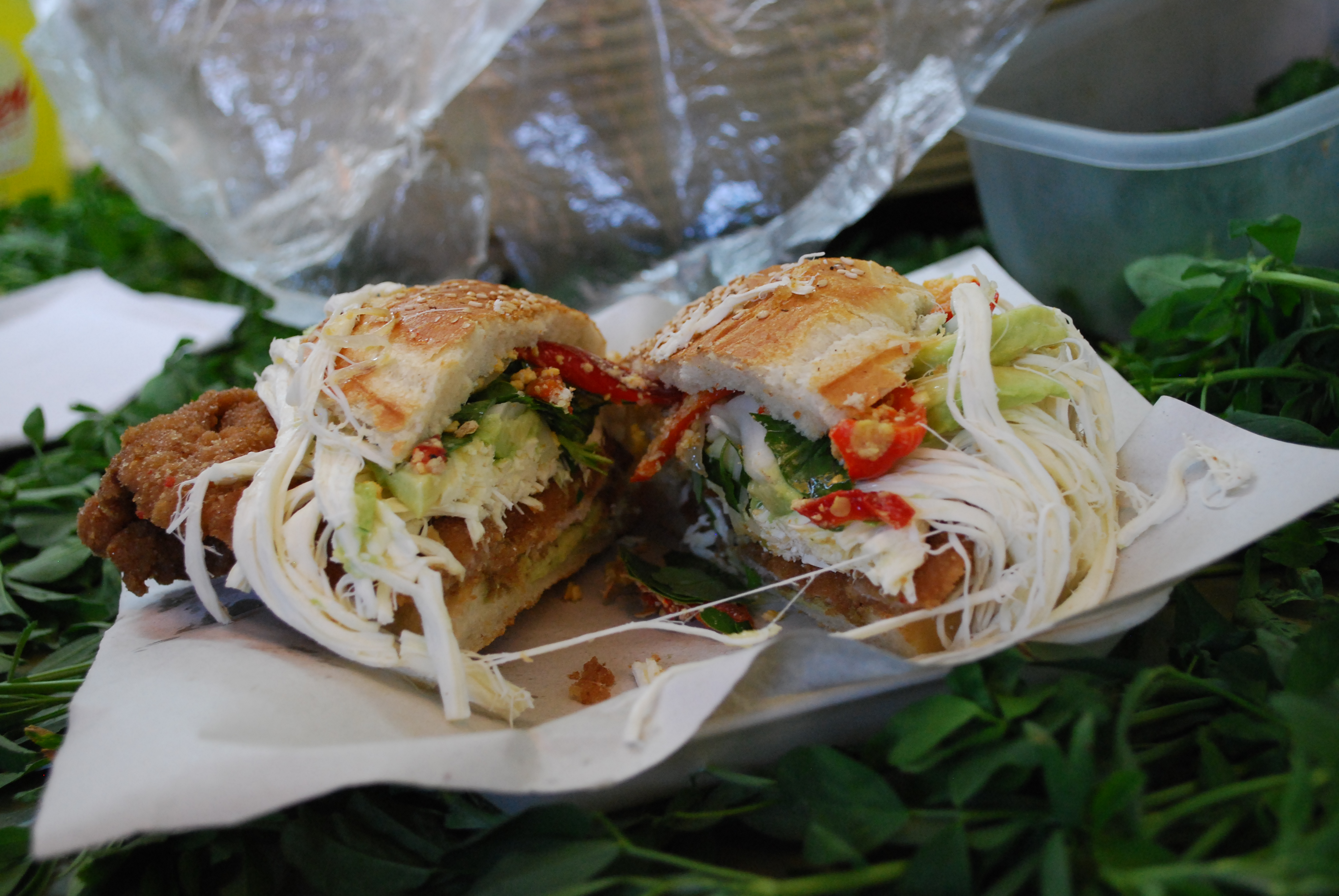
شطيرة الميلانيسا

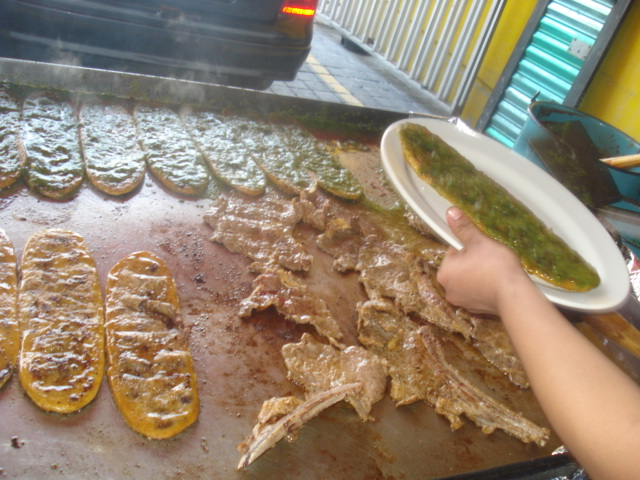
إعداد الهواراخيس

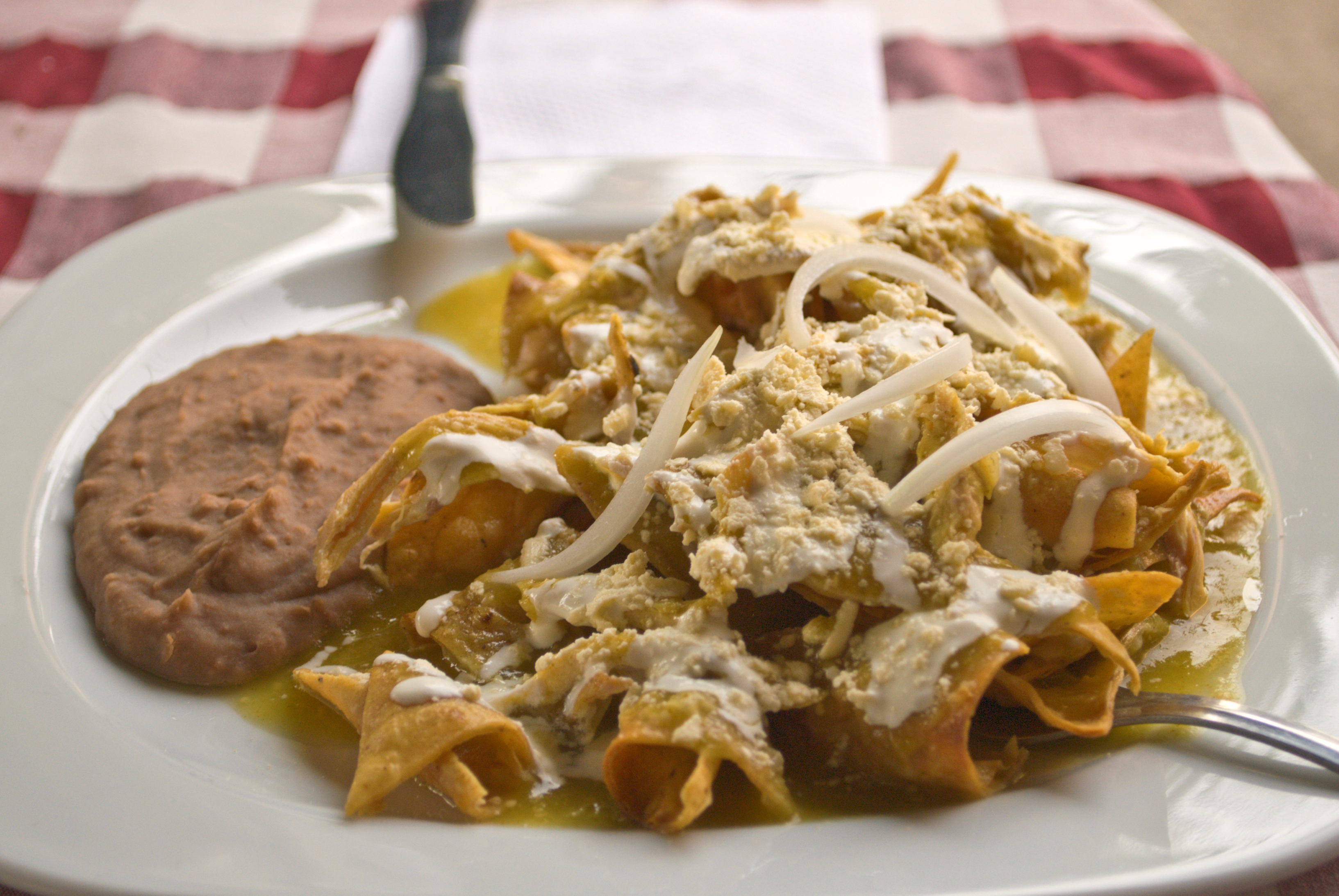
طبق التشيلاكويليس

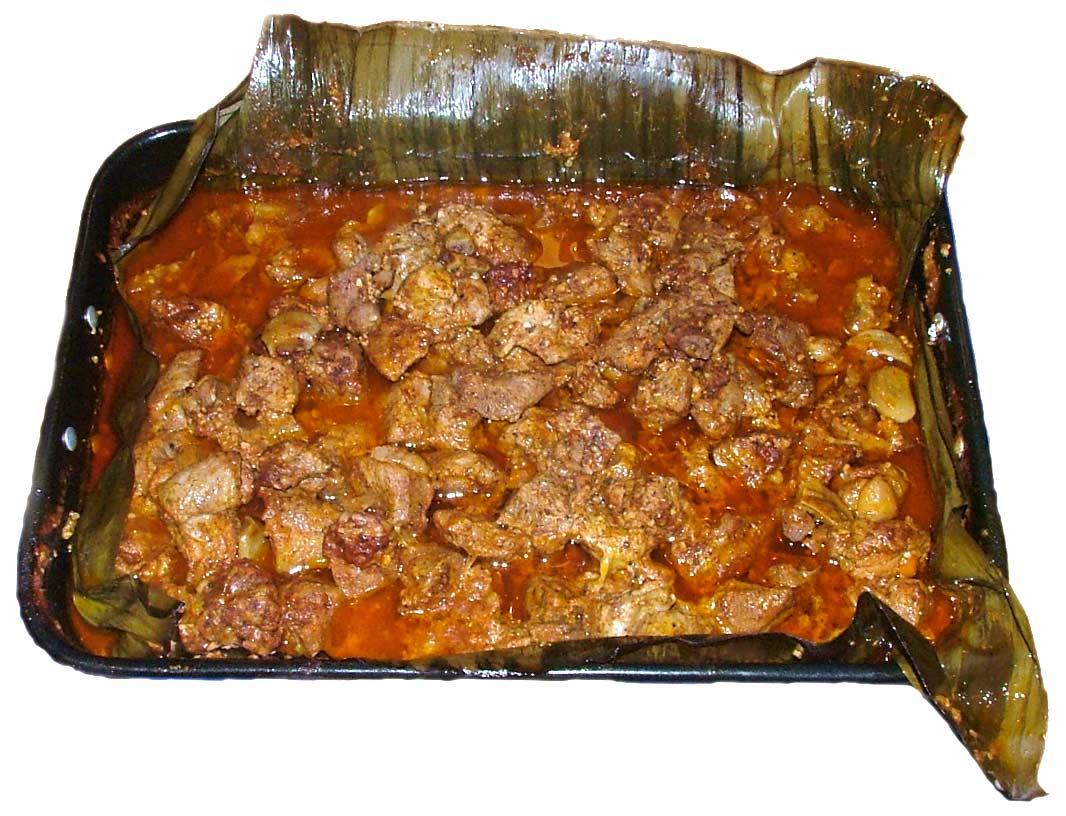
لحم خنزير المشوي هذا الطبق موروث من المايا الأصليين في يوكاتان.

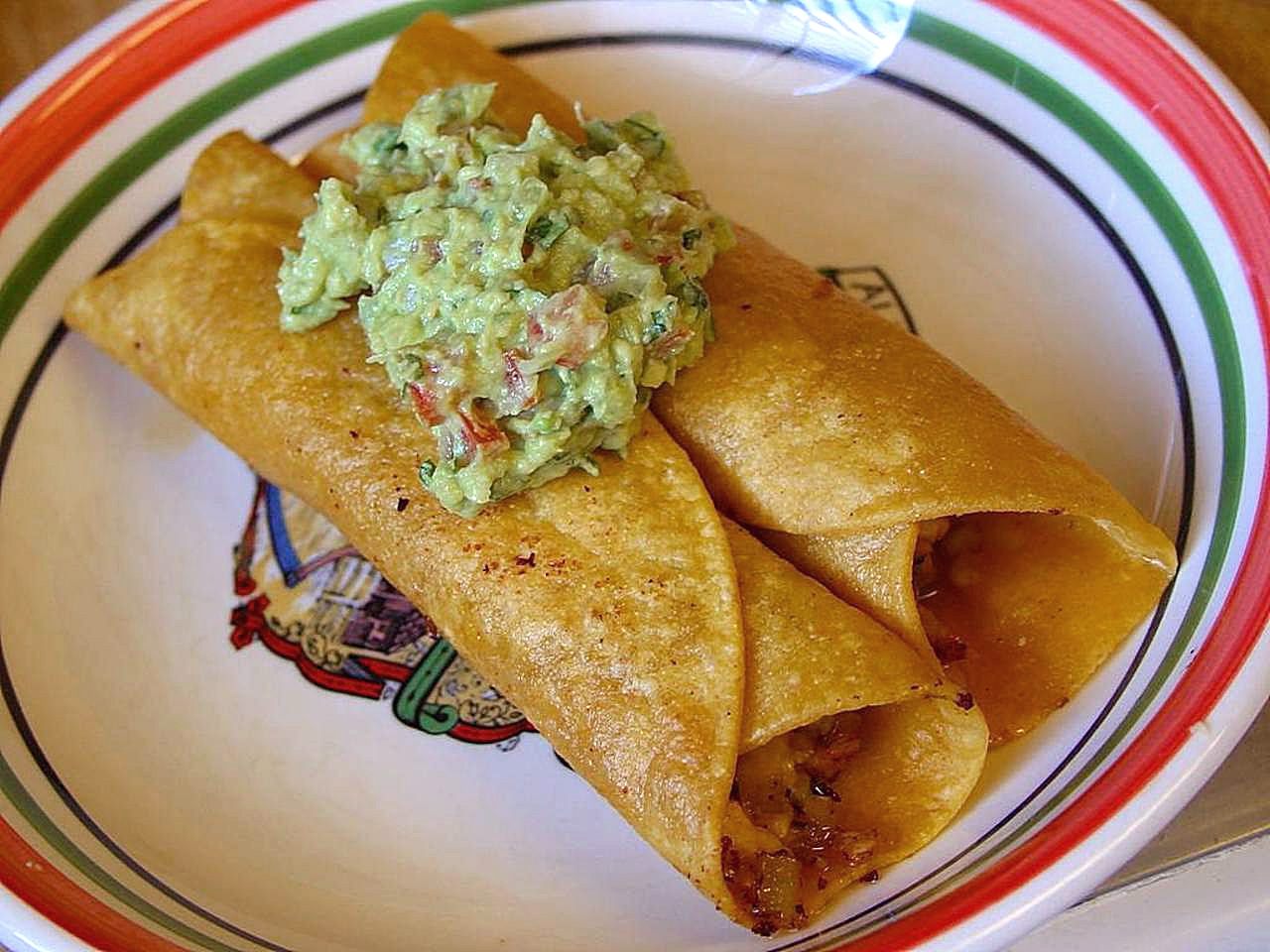
شطيرة لحم مع صلصة الأفوكادو

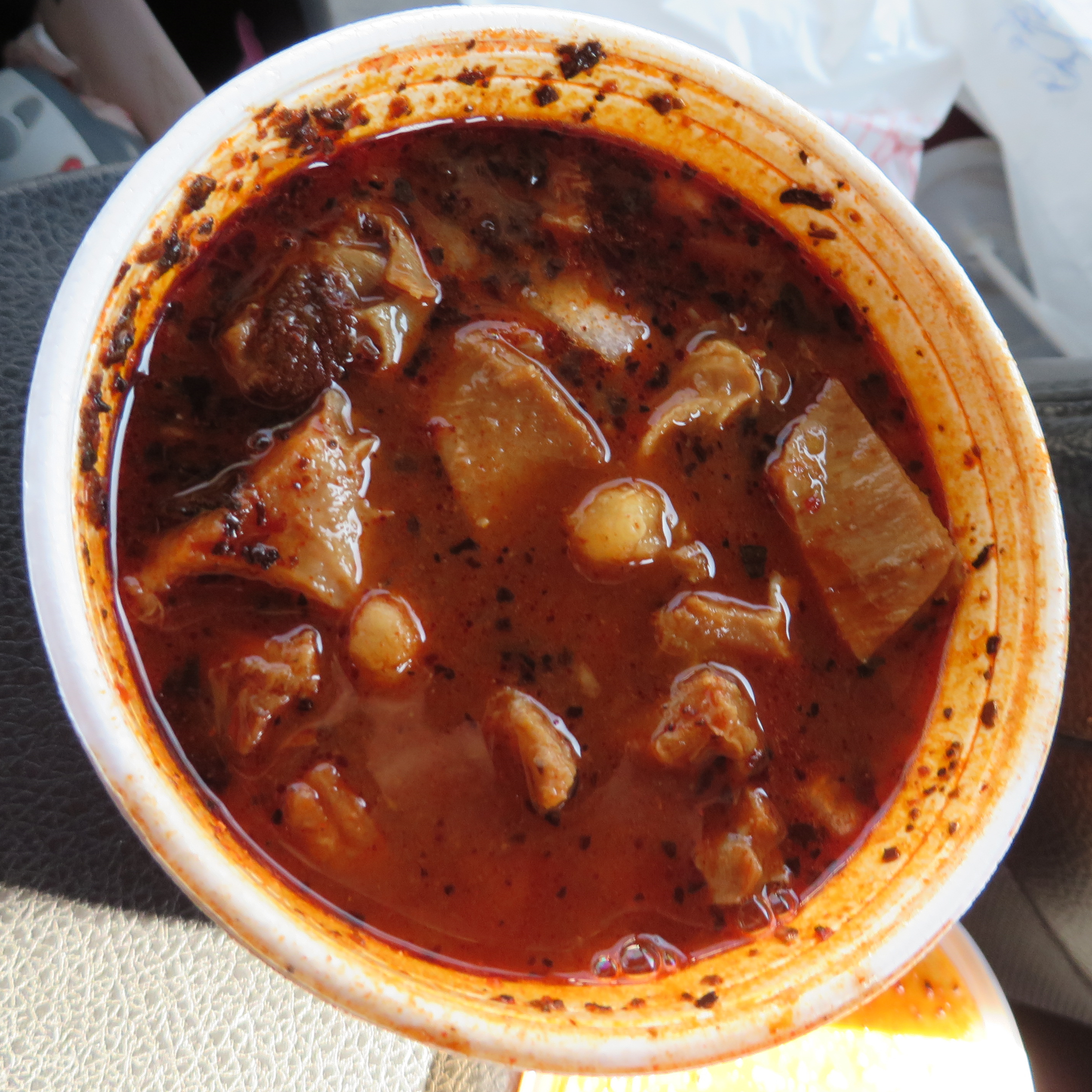
طبق المينودو

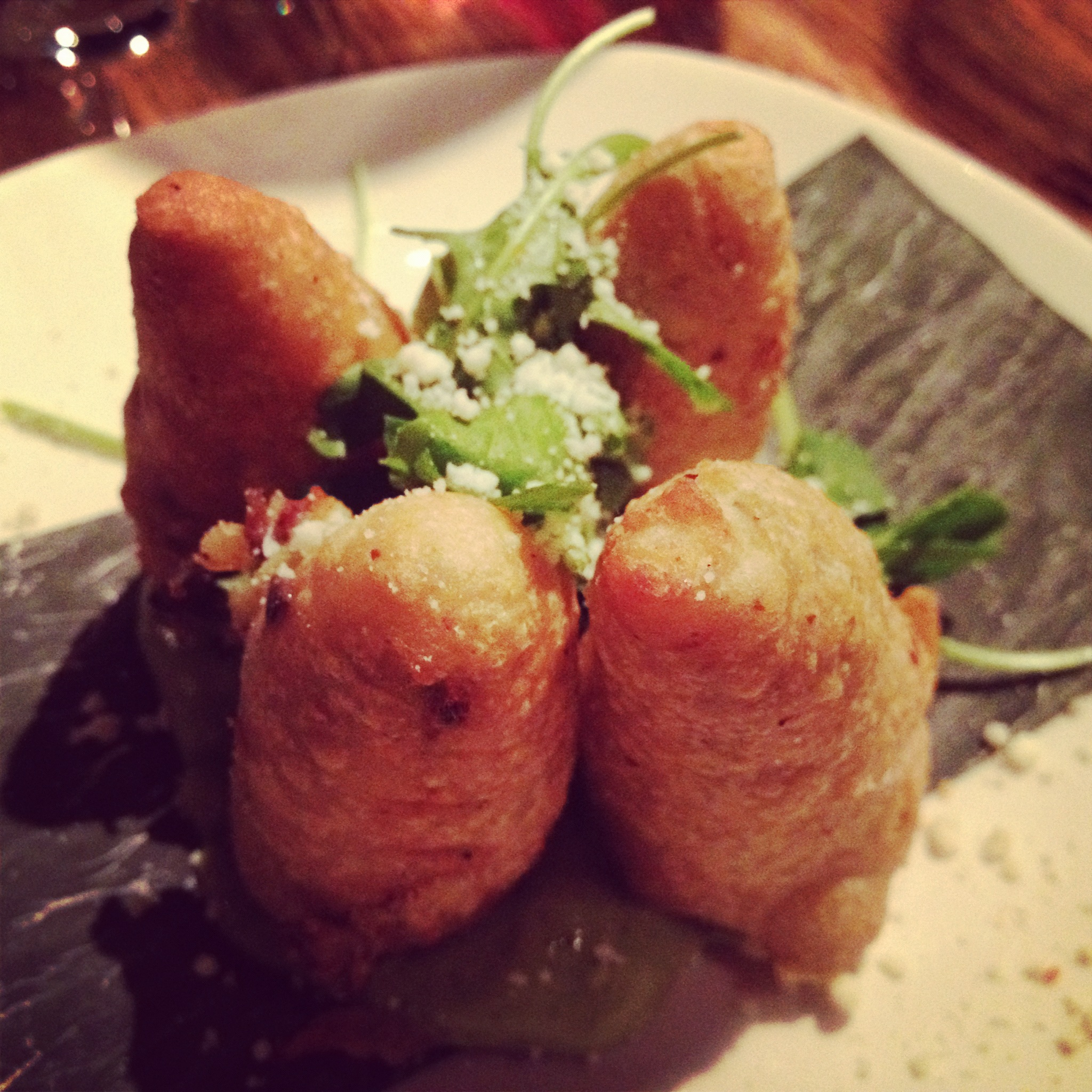
طبق المولوتو

- فنادو (لحم الغزال), لا سيما في ولاية يوكاتان.
- يوكا (الكسافا)

## أطباق الجبن
- حساء الجبن

## أطباق اللحوم
في المكسيك تستهلك لحوم الخنازير و الأبقار و الغنم بكثرة وهناك العديد من الأطباق المعدة منها

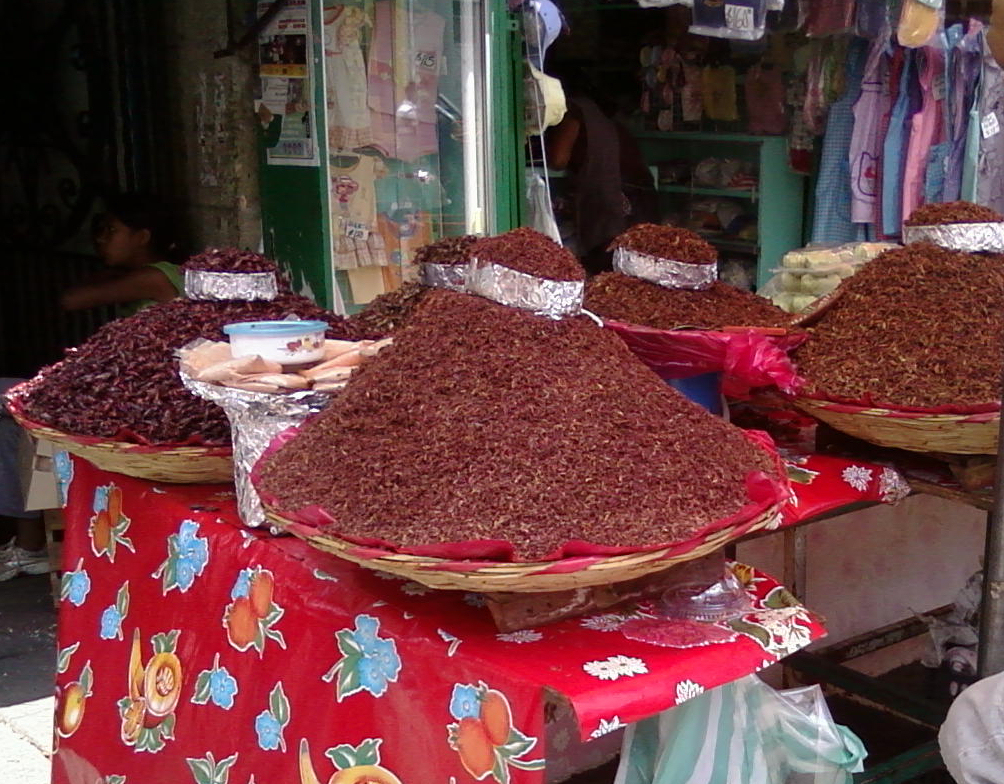
جانب من عرض الأطعمة في الشوارع المكسيكية
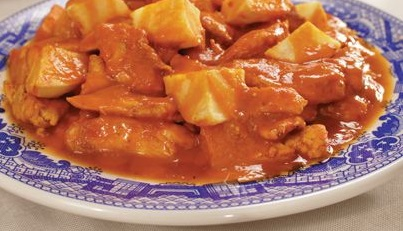
بونتاس

## الصلصات.

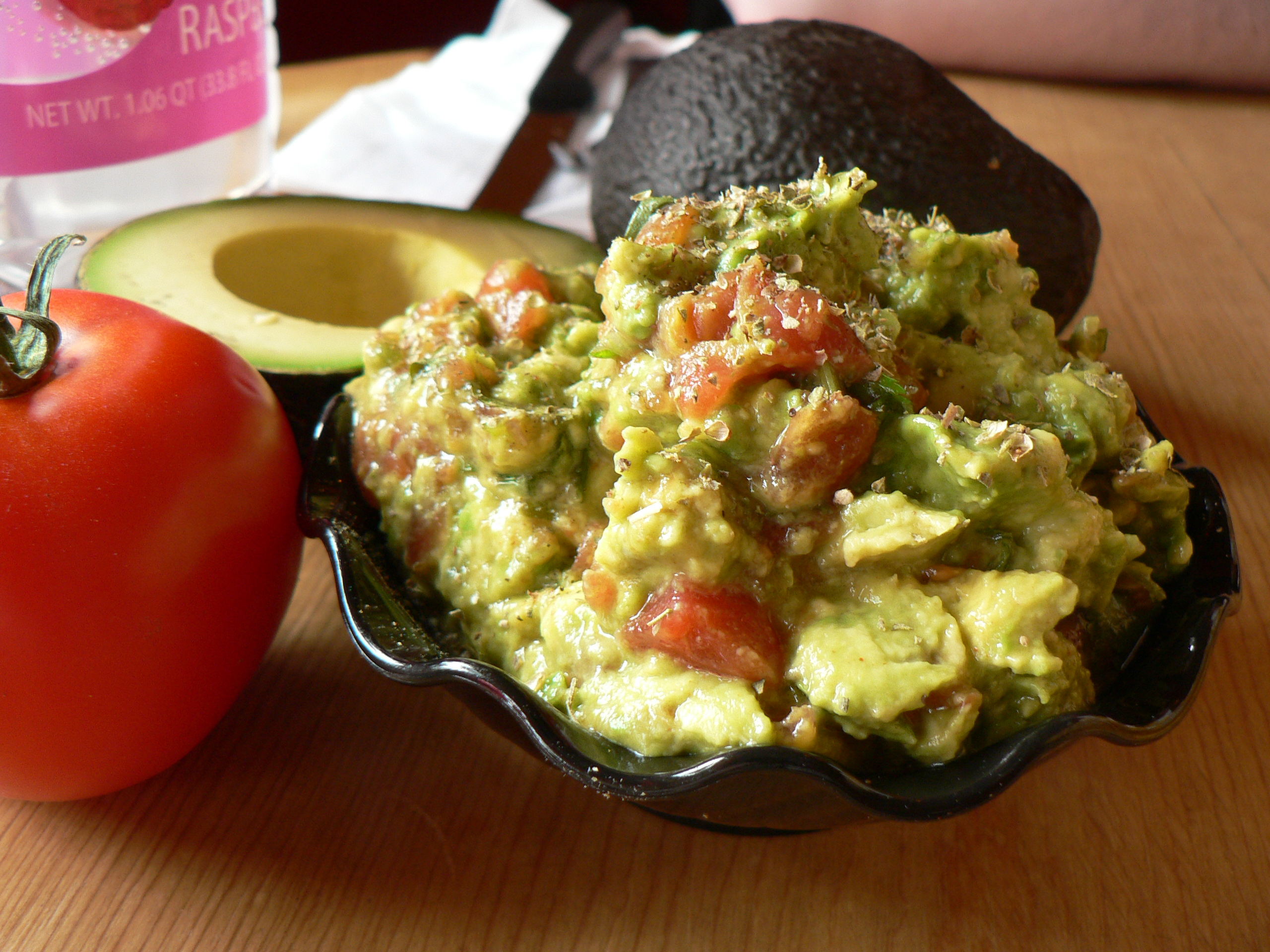
حبوبا
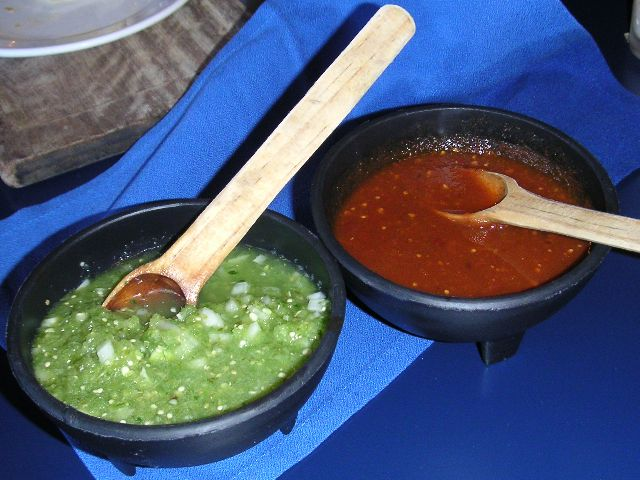
صلصة خضراء وحمراء

- غواكامولي
- - حبوبا
  - صلصة خضراء وحمراء

- صلصة مولي

## الحساء واليخنات
- حساء الدجاج
- حساء لحوم البقر
- فيدوس (الشعرية)
- سوبا دي بولو

## أطباق الخضار
- سلطة قيصر
- شيلي
- سوادي ذروي نوع من الفطريات التي تنمو على الذرة.

## أخرى
- الباستيل ازتيكا.